# تعددية ثقافية
التعددية الثقافية (بالإنجليزية:  Pluriculturalism)‏ هي موقف تجاه الذات والآخرين باعتبارهم أفرادًا يتمتعون بالثراء والتعقيد، ويتصرفون ويتفاعلون من منظور التعريفات المتعددة. وفي هذه الحالة تكون الهوية أو الهويات نتاج الخبرات في الثقافات المختلفة. ومن ثم، تشكل التعريفات المتعددة شخصية فريدة بدلاً من هوية واحدة ثابتة أو ما يزيد عن هذه الهوية. وتستند هذه الشخصية على الهوية المتعددة، التي يمتلك فيها الأفراد هويات عديدة تنتمي إلى مجموعات متعددة ذات درجات مختلفة من التعريف. وقد ظهر مصطلح أهلية التعددية الثقافية نتيجة فكرة التعددية اللغوية. وثمة فارق بين التعددية الثقافية والتعدد الثقافي (بالإنجليزية: Multiculturalism )‏.
إسبانيا يشار إليه على أنه بلد متعدد الثقافات ، بسبب القوميات والإقليمية.